# Lomo embuchado
 (août 2014).
Si vous disposez d'ouvrages ou d'articles de référence ou si vous connaissez des sites web de qualité traitant du thème abordé ici, merci de compléter l'article en donnant les références utiles à sa vérifiabilité et en les liant à la section « Notes et références ».

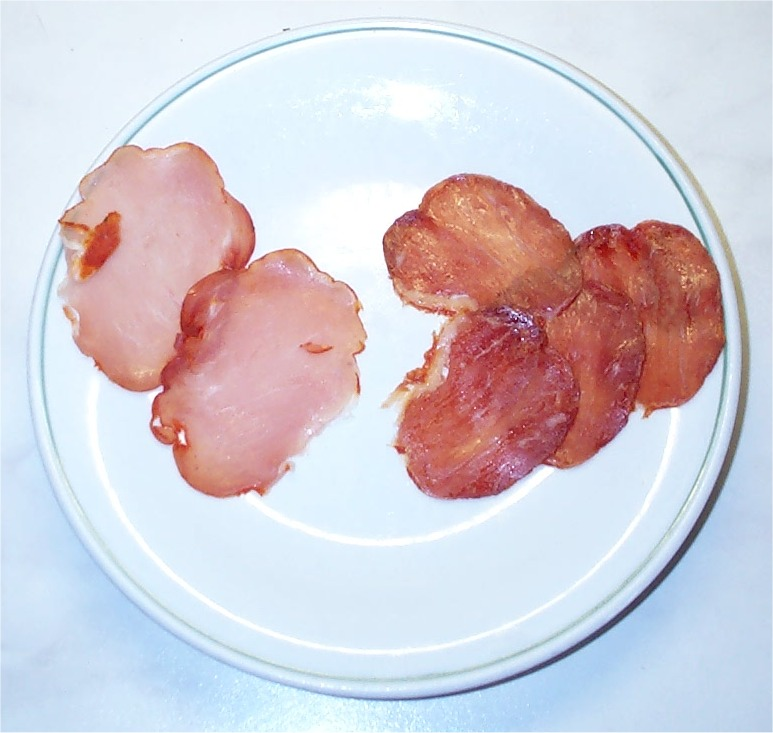
Tranches de lomo embuchado, le plus foncé, à droite, ayant été affiné plus longtemps.

Le lomo embuchado (« longe farcie ») est une charcuterie espagnole. Élaborée à base de viande de longe de porc ibérique marinée, elle est mise en boyau et affinée plusieurs mois. Elle ne comporte quasiment pas de gras et se consomme crue, découpée en tranches très fines,.
À ne pas confondre avec la viande du même nom, lomo, qui correspond à la même partie du porc mais qui se mange cuite, de différentes manières.